# 長尾薫 (神職)
長尾 薫（ながお かおる、1904年〈明治37年〉10月28日 - 1982年〈昭和57年〉2月22日）は、日本の神職。橿原神宮宮司。劔神社宮司、御上神社宮司、橿原神宮権宮司を歴任し、また滋賀県神社庁参事、奈良県神社庁長、神社本庁常務理事などを務めた。

## 生涯

### 出生と学歴
明治37年（1904年）10月28日、岡山県勝田郡豊並村（現奈義町）大字関本に生まれた。
大正10年（1921年）4月1日、皇典講究所神職養成部（現國學院大學）乙種に入学。大正12年（1923年）3月30日、皇典講究所國學院大學神職養成部乙種を卒業し、同時に雅楽部を修了した。

### 橿原神宮への最初の奉職
大正12年（1923年）7月12日、橿原神宮に奉職して出仕となり、八級俸を受けた。7月20日、橿原神宮会計課勤務となる。7月31日には橿原神宮講社雇となって月手当2円を受けた。9月3日、祭儀課に転じた。翌年（1924年）7月19日、月俸38円を支給された。10月1日には庶務課に転属された。さらに翌年（1925年）3月31日、六級俸を支給された。
大正15年（1926年）1月30日、橿原神宮主典に就任し、改めて庶務課勤務となり九級俸と住宅料月額5円支給となる。3月18日、橿原神宮規模拡張竣成奉告祭協議会委員を委嘱されるなどしたが、8月10日に橿原神宮主典を依願免職した。

### 地元勝田郡諸社への転任
依願免職となって1週間後の大正15年（1926年）8月17日、勝田郡北吉野村にある郷社瀧神社社司に補任されて七級俸を、同時に村社町川神社社掌に兼補され月手当7円50銭給与となった。さらに同年9月27日には同郡豊田村の村社宮内神社社掌に兼補され月手当として金5円を受けた。翌昭和2年（1927年）10月1日、瀧神社社司兼町川神社社掌・宮内神社社掌を依願免職した。

### 諸社主典から神宮祠官へ
依願免職の翌日である昭和2年（1927年）10月2日、山梨県笛吹市に鎮座する国幣中社浅間神社の主典に転任した。昭和4年（1929年）8月31日、枚岡神社主典に転任した。
昭和7年（1932年）5月31日、伊勢神宮宮掌に就任した。昭和12年（1937年）12月8日には神宮権禰宜に昇任し、四級俸を受けた。その翌日には従七位に昇叙された。

### 橿原再奉職と権宮司就任
昭和12年（1937年）、最初の奉職先である橿原神宮に還って禰宜に就任する。昭和17年（1942年）3月19日、権宮司に昇任し、同日内務省より七級俸を下賜されている。同年12月21日には六級俸下賜へと昇じている。昭和18年（1943年）3月26日、内閣より高等官七等待遇とされる。
昭和18年（1943年）3月27日、国幣小社劔神社宮司に転じ、改めて高等官七等待遇とされた。
また、大日本神祇会評議員も務めた。

### 三上山境内地確定を期して
昭和21年（1946年）7月、御上神社宮司に転任した。戦前より神社が氏子崇敬者と行っていた信仰的関係の深い三上山（近江富士）の境内地編入請願について、国に認められたものの戦後の混乱で手続きが進んでいなかったが、長尾の宮司就任から6年後の昭和27年（1952年）1月、ようやく境内地として確定された。長尾はこれを祝し、同年3月24日に「御上神社境内地譲渡奉告祭」を斎行した。昭和34年（1959年）には滋賀県神社庁参事を兼任した。

### 橿原権宮司再任から宮司へ
昭和39年（1964年）、高階研一宮司の請いを承けて再び橿原神宮に戻り、戦前同宮にて就任していた最高職位の権宮司に復した。昭和42年（1967年）に高階宮司が帰幽すると北海道神宮より佐伯芳彦を宮司として迎え入れるが、佐伯宮司も昭和45年（1970年）7月に帰幽すると宮司代務者となった。昭和46年（1971年）4月1日、奈良県神社庁の庁長に就任した。そして同年7月26日、橿原神宮宮司に昇任した。
宮司就任から3年後の昭和49年（1974年）、橿原神宮が鎮座90年を迎える昭和55年（1980年）に向けて、本殿以下御屋根葺替事業を行わせた。昭和55年（1980年）4月2日、高松宮宣仁親王・同妃喜久子を迎えて橿原神宮御鎮座九十年記念大祭を斎行し、御鎮座九十年式典を執り行った。また、歴代宮司の期待する所であった修史事業を実現すべく、菟田俊彦に編纂を委嘱し、昭和56年（1981年）から57年（1982年）にかけて『橿原神宮史』全三巻を刊行させた。
この間、昭和54年（1979年）に國學院大學理事、昭和55年（1980年）に神社本庁理事、昭和56年（1981年）には常務理事に就任した。昭和57年（1982年）2月21日、神社本庁長老の称号を受けた。その翌日、77歳にて帰幽した。

## 人物
- 趣味は囲碁である[1][10]。

## 栄典
- 昭和11年（1936年）08月01日 - 叙正八位[* 2]
- 昭和12年（1937年）12月09日 - 叙従七位[11]